# Veo (criptozoología)

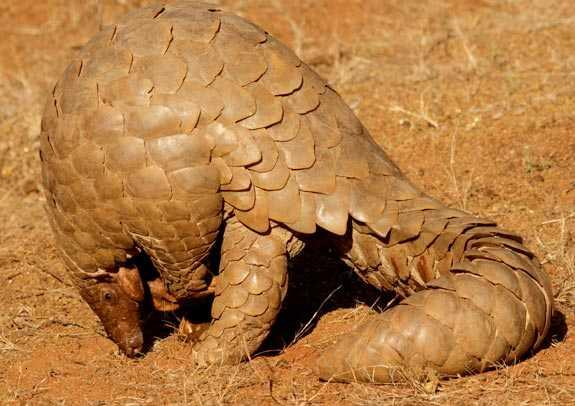
Pangolín

El Veo (Manis cryptus) es un críptido descrito en la obra de Karl Shuker Las Bestias que se esconden del Hombre: Buscando los últimos animales desconocidos, que habita en la isla de Rintja (Rinca) y se parece a un pangolín, o a un come hormigas escamoso. Esta criatura se dice es grande como un caballo. Ningún pangolín moderno se acerca a esa medida pero en las islas cercanas de Java y Borneo, grandes pangolines de hasta 2,4 m vivieron alguna vez.

El Veo es descrito como siendo nocturno, habitando en las montañas, subsistiendo de una dieta de hormigas y termitas. Los criptozoólogos han sugerido que el Veo puede representar un relicto de una población del extinto Manis palaeojavanica.